# Cá nóc sọc bên
Cá nóc sọc bên, tên khoa học Takifugu ocellatus, là một loài cá nóc trong họ Tetraodontidae. Chúng được Linnaeus mô tả lần đầu tiên vào năm 1758.